# Jacques Philippe Marie Binet
Jacques Philippe Marie Binet (Rennes, 2 febbraio 1786 – Parigi, 12 maggio 1856) è stato un matematico e astronomo francese.
Binet è entrato alla École polytechnique come studente nel 1804; si laureò nel 1806 e l'anno successivo vi divenne "ripetitore" di geometria descrittiva. Successivamente fu professore di Meccanica, poi ispettore agli studi.
Nel 1823 succedette a Jean-Baptiste Delambre nella cattedra d'Astronomia al Collège de France. Come Cauchy, del quale era amico, Binet era un cattolico convinto e un sostenitore del pretendente al trono di Francia della famiglia dei Borbone. Il governo uscito dalla rivoluzione di luglio 1830 lo destituì dalle sue funzioni alla École polytechnique, ma conservò le sue cariche al Collège de France.
I suoi lavori sulla matematica pura, la meccanica e l'astronomia, furono pubblicati sul giornale dell'École polytechnique e sul Journal di Liouville. A lui si devono importanti lavori sulla funzione phi di Eulero, sullo studio di espressioni che dipendono dalla legge dei grandi numeri, sulle proprietà fondamentali delle superfici omofocali di secondo grado, da lui scoperte per primo, sui movimenti dei pianeti, sulle equazioni alle differenze finite lineari per le quali ha formulato un'interessante teoria.
I suoi lavori sul calcolo matriciale lo hanno portato all'espressione dell'n-esimo termine della successione di Fibonacci.
Nel campo dell'astronomia le sue formule di cinematica danno l'espressione in coordinate polari della velocità e dell'accelerazione dei corpi soggetti ad una accelerazione centrale, come i pianeti del sistema solare.

## Formula di Binet per la successione di Fibonacci
Tale formula fornisce l'{\displaystyle n}-esimo termine {\displaystyle u_{n}} della successione. Questa è definita dalla seguente formula di ricorrenza:
- {\displaystyle u_{0}=0}
- {\displaystyle u_{1}=1}
- {\displaystyle u_{n}=u_{n-1}+u_{n-2}}, per {\displaystyle n>1}

{\displaystyle u_{n}={\frac {1}{\sqrt {5}}}\left[\left({\frac {1+{\sqrt {5}}}{2}}\right)^{n}-\left({\frac {1-{\sqrt {5}}}{2}}\right)^{n}\right]}

### Dimostrazione
Si consideri la seguente frazione:
{\displaystyle A_{n}={\frac {a^{n}-b^{n}}{a-b}},\quad a\neq b\quad \quad \quad }(1)
dalla quale seguono immediatamente
{\displaystyle {\begin{cases}A_{0}=0\\A_{1}=1\end{cases}}\quad \quad \quad }(2)
Moltiplicandola per {\displaystyle a+b} si ottiene:
{\displaystyle (a+b){\frac {a^{n}-b^{n}}{a-b}}={\frac {a^{n+1}+a^{n}b-ab^{n}-b^{n+1}}{a-b}}={\frac {a^{n+1}-b^{n+1}}{a-b}}+ab{\frac {a^{n-1}-b^{n-1}}{a-b}}}
e riordinando i termini dell'uguaglianza:
{\displaystyle {\frac {a^{n+1}-b^{n+1}}{a-b}}=(a+b){\frac {a^{n}-b^{n}}{a-b}}-ab{\frac {a^{n-1}-b^{n-1}}{a-b}}\quad \quad \quad }(3)
Sostituendo {\displaystyle A_{n}} nella (3) abbiamo poi
{\displaystyle A_{n+1}=(a+b)A_{n}-abA_{n-1}\quad \quad \quad }(4)
Se ora cerchiamo due valori {\displaystyle a} e {\displaystyle b} tali che:
{\displaystyle {\begin{cases}a+b=1\\-ab=1\end{cases}}\quad \quad \quad }(5)
la (4) diventa:
{\displaystyle A_{n+1}=A_{n}+A_{n-1}}
Quest'ultima, unita alla (2) fornisce esattamente la legge della successione di Fibonacci:
{\displaystyle {\begin{cases}A_{0}=0\\A_{1}=1\\A_{n+1}=A_{n}+A_{n-1}\end{cases}}}
Troviamo ora i valori {\displaystyle a} e {\displaystyle b}; per farlo teniamo conto del fatto (5) che {\displaystyle a} e {\displaystyle b} sono due numeri la cui somma è 1 e il cui prodotto è -1. Di conseguenza {\displaystyle a} e {\displaystyle b} soddisfano l'equazione di secondo grado:
{\displaystyle x^{2}-x-1=0}
le cui soluzioni sono:
{\displaystyle x_{1,2}={\frac {1\mp {\sqrt {5}}}{2}}}
Scegliendo {\displaystyle x_{1}=b} e {\displaystyle x_{2}=a}, e sostituendo i valori in (1), si ottiene
{\displaystyle A_{n}={\frac {\left({\frac {1+{\sqrt {5}}}{2}}\right)^{n}-\left({\frac {1-{\sqrt {5}}}{2}}\right)^{n}}{\left({\frac {1+{\sqrt {5}}}{2}}\right)-\left({\frac {1-{\sqrt {5}}}{2}}\right)}}}
ossia (con il cambio di notazione {\displaystyle F_{n}=A_{n}}, dato che, come abbiamo visto, {\displaystyle A_{n}} è l'n-esimo termine della successione di Fibonacci):
{\displaystyle F_{n}={\frac {\displaystyle {\left({\frac {1+{\sqrt {5}}}{2}}\right)^{n}-\left({\frac {1-{\sqrt {5}}}{2}}\right)^{n}}}{\sqrt {5}}}}
che è la formula di Binet.

### Dimostrazione alternativa
Consideriamo le seguenti uguaglianze:
{\displaystyle \phi ^{2}={\left({\frac {{\sqrt {5}}+1}{2}}\right)}^{2}={\frac {6+2{\sqrt {5}}}{4}}={\frac {3+{\sqrt {5}}}{2}}=1+{\frac {{\sqrt {5}}+1}{2}}=\phi +1}
{\displaystyle {\frac {1}{\phi }}={\frac {2}{{\sqrt {5}}+1}}={\frac {2({\sqrt {5}}-1)}{({\sqrt {5}}+1)({\sqrt {5}}-1)}}={\frac {2{\sqrt {5}}-2}{5-1}}={\frac {2{\sqrt {5}}-2}{4}}={\frac {{\sqrt {5}}-1}{2}}={\frac {{\sqrt {5}}+1}{2}}-{\frac {2}{2}}=\phi -1}
Dalla seconda si ha: {\displaystyle -{\frac {1}{\phi }}=-(\phi -1)=1-\phi }
A questo punto, proviamo a calcolare le prime potenze di {\displaystyle \phi } e di {\displaystyle -{\frac {1}{\phi }}}. Si trova che:
{\displaystyle {\begin{aligned}&\phi ^{0}=1\quad (1)\\&\phi ^{1}=\phi \quad (2)\\&\phi ^{2}=\phi +1\\&\phi ^{3}=\phi (\phi +1)=\phi ^{2}+\phi =(\phi +1)+\phi =2\phi +1\\\end{aligned}}}
{\displaystyle {\begin{aligned}&\left(-{\frac {1}{\phi }}\right)^{0}=1\quad (3)\\&\left(-{\frac {1}{\phi }}\right)^{1}=1-\phi \quad (4)\\&\left(-{\frac {1}{\phi }}\right)^{2}=-{\frac {1-\phi }{\phi }}={\frac {\phi -1}{\phi }}=1-{\frac {1}{\phi }}=1-(\phi -1)=2-\phi \\&\left(-{\frac {1}{\phi }}\right)^{3}=-{\frac {2-\phi }{\phi }}={\frac {\phi -2}{\phi }}=1-{\frac {2}{\phi }}=1-2(\phi -1)=3-2\phi \\\end{aligned}}}
Si può notare dalle uguaglianze appena esposte che in entrambi i casi la successione dei coefficienti di {\displaystyle \phi } e la successione dei termini noti appaiono essere successioni di Fibonacci. In effetti, se poniamo
{\displaystyle \phi ^{n}=a\phi +b\quad \quad \quad }(5)
si hanno:
{\displaystyle {\begin{aligned}&\phi ^{n+1}=a\phi ^{2}+b\phi =a\phi +a+b\phi =(a+b)\phi +a\\&\phi ^{n+2}=(a+b)\phi ^{2}+a\phi =(a+b)(\phi +1)+a\phi =a\phi +a+b\phi +b+a\phi =(2a+b)\phi +(a+b)\\\end{aligned}}}
Se chiamiamo {\displaystyle A_{n}} e {\displaystyle B_{n}} rispettivamente il coefficiente di {\displaystyle \phi } ed il termine noto che appaiono nella potenza {\displaystyle n}-esima di {\displaystyle \phi } (5), dalla due relazioni appena ricavate possiamo scrivere:
{\displaystyle A_{n}=A_{n-1}+A_{n-2}}
{\displaystyle B_{n}=B_{n-1}+B_{n-2}}
Dalla (1) e dalla (2) si vede che {\displaystyle A_{0}=0}, {\displaystyle A_{1}=1}, {\displaystyle B_{0}=1} e {\displaystyle B_{1}=1}, ovvero i primi due valori di {\displaystyle A_{n}} sono i valori {\displaystyle F_{n}} della successione di Fibonacci per {\displaystyle n=0} ed {\displaystyle n=1} mentre i primi due valori di {\displaystyle B_{n}} sono i valori della successione di Fibonacci per {\displaystyle n=1} ed {\displaystyle n=2}.
Quindi, riassumendo, abbiamo:
{\displaystyle {\begin{cases}A_{0}=F_{0}\\A_{1}=F_{1}\\A_{n}=F_{n};\quad \forall n\geq {2}\\B_{0}=F_{1}\\B_{1}=F_{2}\\B_{n}=F_{n+1};\quad \forall n\geq {2}\end{cases}}}
Da quanto abbiamo appena scritto risulta evidente che:
{\displaystyle \phi ^{n}=F_{n}\phi +F_{n-1}\quad (6)}
Analogamente, per le potenze di {\displaystyle -{\frac {1}{\phi }}}, ponendo
{\displaystyle \left(-{\frac {1}{\phi }}\right)^{n}=a-b\phi \quad (7)}
si ottengono:
{\displaystyle {\begin{aligned}&\left(-{\frac {1}{\phi }}\right)^{n+1}=-{\frac {a-b\phi }{\phi }}={\frac {b\phi -a}{\phi }}=b-{\frac {a}{\phi }}=b-a(\phi -1)=(a+b)-a\phi \\&\left(-{\frac {1}{\phi }}\right)^{n+2}=-{\frac {(a+b)-a\phi }{\phi }}={\frac {a\phi -(a+b)}{\phi }}=a-{\frac {a+b}{\phi }}=a-(a+b)(\phi -1)=(2a+b)-(a+b)\phi \\\end{aligned}}}
da cui, detti rispettivamente {\displaystyle A_{n}} e {\displaystyle B_{n}} il termine noto e il coefficiente di {\displaystyle \phi } relativi alla potenza n-esima di {\displaystyle -{\frac {1}{\phi }}} (7), si hanno ancora:
{\displaystyle A_{n+2}=A_{n}+A_{n+1}}
{\displaystyle B_{n+2}=B_{n}+B_{n+1}}
Dalla (3) e dalla (4) si vede che
{\displaystyle {\begin{cases}A_{0}=F_{1}\\A_{1}=F_{2}\\A_{n+2}=A_{n}+A_{n+1};\quad \forall n\geq {2}\\B_{0}=F_{0}\\B_{1}=F_{1}\\B_{n+2}=B_{n}+B_{n+1};\quad \forall n\geq {2}\end{cases}}}
Da quanto abbiamo appena scritto risulta evidente che
{\displaystyle \left(-{\frac {1}{\phi }}\right)^{n}=F_{n+1}-F_{n}\phi \quad (8)}
Sottraendo la (8) dalla (6) otteniamo:
{\displaystyle \phi ^{n}-\left(-{\frac {1}{\phi }}\right)^{n}=F_{n}\phi +F_{n-1}-(F_{n+1}-F_{n}\phi )}
Inoltre, siccome
{\displaystyle F_{n+1}=F_{n}+F_{n-1}}
possiamo riscrivere la relazione precedente come segue:
{\displaystyle \phi ^{n}-\left(-{\frac {1}{\phi }}\right)^{n}=F_{n}\phi +F_{n-1}-(F_{n}+F_{n-1}-F_{n}\phi )=F_{n}\phi -(F_{n}-F_{n}\phi )=2F_{n}\phi -F_{n}}
Infine, raccogliendo {\displaystyle F_{n}} abbiamo:
{\displaystyle (2\phi -1)F_{n}=\phi ^{n}-\left(-{\frac {1}{\phi }}\right)^{n}\quad \implies \quad F_{n}={\frac {\phi ^{n}-\displaystyle {\left(-{\frac {1}{\phi }}\right)^{n}}}{2\phi -1}}\quad (9)}
Per cui, ricordando dalla parte iniziale della dimostrazione che {\displaystyle \phi ={\frac {{\sqrt {5}}+1}{2}}} e {\displaystyle {\frac {1}{\phi }}={\frac {{\sqrt {5}}-1}{2}}}, la (9) diventa:
{\displaystyle F_{n}={\frac {\displaystyle {\left({\frac {{\sqrt {5}}+1}{2}}\right)^{n}-\left({\frac {-{\sqrt {5}}+1}{2}}\right)^{n}}}{2\displaystyle {\frac {{\sqrt {5}}+1}{2}}-1}}={\frac {\displaystyle {\left({\frac {{\sqrt {5}}+1}{2}}\right)^{n}-\left({\frac {1-{\sqrt {5}}}{2}}\right)^{n}}}{{\sqrt {5}}+1-1}}={\frac {\displaystyle {\left({\frac {{\sqrt {5}}+1}{2}}\right)^{n}-\left({\frac {1-{\sqrt {5}}}{2}}\right)^{n}}}{\sqrt {5}}}}
che corrisponde proprio alla formula di Binet.

## Formule di Binet per il moto centrale
Si consideri una particella che abbia una accelerazione puramente centripeta {\displaystyle \mathbf {a} } verso un punto fisso nel nostro sistema di riferimento e siano {\displaystyle (r,\theta )} le sue coordinate polari nel nostro riferimento. La velocità {\displaystyle \mathbf {v} } e il vettore accelerazione {\displaystyle \mathbf {a} } di quella particella verificano le seguenti equazioni:
- {\displaystyle \mathbf {v} =2{\dot {A}}\left(-{\frac {dk}{d\theta }}\mathbf {n} +k\mathbf {h} \right);\quad \lVert \mathbf {v} \rVert =2{\dot {A}}{\sqrt {{\left({\frac {dk}{d\theta }}\right)}^{2}+k^{2}}}}
- {\displaystyle \mathbf {a} =-4{\dot {A}}^{2}k^{2}\mathbf {n} \left({\frac {d^{2}k}{d\theta ^{2}}}+k\right)}

dove {\displaystyle k={\frac {1}{r}}} è la curvatura normale istantanea della traiettoria, {\displaystyle \mathbf {n} } sarebbe il versore radiale {\displaystyle \mathbf {\rho } ={\frac {\mathbf {r} }{r}}}, che però in questo caso coincide in ogni istante con quello normale {\displaystyle \mathbf {n} ={\frac {\mathbf {a} }{a}}},  {\displaystyle \mathbf {h} } è il versore trasversale, per definizione a lui perpendicolare, e {\displaystyle {\dot {\mathbf {A} }}} è la velocità areolare, costante, della particella. Quindi la particella sta compiendo un moto piano, poiché per la definizione di accelerazione e velocità e le proprietà del prodotto vettoriale:
{\displaystyle \mathbf {0} =\mathbf {a} \times \mathbf {r} ={\frac {\mathrm {d} \mathbf {v} }{\mathrm {d} t}}\times \mathbf {r} ={\frac {\mathrm {d} (\mathbf {v} \times \mathbf {r} )}{\mathrm {d} t}}-\mathbf {v} \times {\frac {\mathrm {d} \mathbf {r} }{\mathrm {d} t}}={\frac {\mathrm {d} (\mathbf {v} \times \mathbf {r} )}{\mathrm {d} t}}-\mathbf {v} \times \mathbf {v} ={\frac {\mathrm {d} (\mathbf {v} \times \mathbf {r} )}{\mathrm {d} t}}}
Ciò equivale a dire che è costante nel tempo il prodotto:
{\displaystyle \mathbf {v} \times \mathbf {r} =2{\dot {A}}\left(-{\frac {\mathrm {d} k}{\mathrm {d} \theta }}\mathbf {n} +k\mathbf {h} \right)\times (r\mathbf {n} )=2{\dot {A}}\mathbf {h} \times \mathbf {n} =2{\dot {A}}\mathbf {b} }
dove {\displaystyle \mathbf {b} } risulta in effetti il versore binormale, ricordando che {\displaystyle \mathbf {h} } è linearmente dipendente da {\displaystyle \mathbf {n} } stesso. Ma allora risulta nullo il prodotto misto:
{\displaystyle 0=\mathbf {v} \times \mathbf {r} \cdot \mathbf {r} =2{\dot {A}}\mathbf {b} \cdot \mathbf {r} }
e quindi {\displaystyle \mathbf {r} } rimane sul piano passante per {\displaystyle O} che ha inclinazione costante in quanto normale a {\displaystyle \mathbf {b} }.

### Conseguenze
Detta {\displaystyle \mathbf {p} } la quantità di moto del corpo, {\displaystyle \mathbf {L} } il suo momento angolare ed {\displaystyle \mathbf {F} } la forza centrale, per la relazione tra velocità areolare e momento angolare valgono:
- {\displaystyle \mathbf {p} =\mathbf {L} t{\sqrt {{\left({\frac {\mathrm {d} k}{\mathrm {d} \theta }}\right)}^{2}+k^{2}}}}
- {\displaystyle \mathbf {F} =-2L{\dot {A}}k^{2}\mathbf {n} \left({\frac {\mathrm {d} ^{2}k}{\mathrm {d} \theta ^{2}}}+k\right)}

## Altre
- Formule additive: {\displaystyle \forall a,b\quad a+b-b=a}
- Formule moltiplicative: {\displaystyle \forall a,b\quad {\frac {a}{b}}\cdot b=a}

Queste formule sono elementari, ma Binet seppe sottolinearne l'importanza.